# Мір'ям Перец
Мір'ям Перец (івр. מרים פרץ,нар. 10 квітня 1954, Касабланка, Французьке Марокко) — ізраїльська освітянка. Двоє її синів загинули під час служби у армії Ізраїлю, відтоді Перец веде освітню роботу серед молоді та солдат ЦАГАЛю. За діяльність, спрямовану на поширення ідей сіонізму та зміцнення ізраїльського духу, у 2018 році відзначена Державною премією Ізраїлю.
Кандидатка на посаду президента Ізраїлю на виборах 2021 року.

## Біографія
Перец народилась і виросла в юдейському районі Касабланки. В 1964 році разом з батьками переїхала до Ізраїлю. Першим домом для них став транзитний табір Хацерім поблизу Беер-Шеви. У 1979 році здобула ступінь бакалавра з історії єврейського народу та гебрейської літератури. Після одруження з Елізером Перецем оселилась у Офірі на Синаї, де народила двох синів. В 1982 році після підписання мирної угоди між Ізраїлем та Єгиптом родина, разом з усім еврейським населенням, була евакуйована з Синаю. Вони оселились у Гіват-Зеєві, де Перец народила ще чотирьох дітей. З 1982 року працювала вчителькою, а потім директоркою школи у Гіват-Зеєві. З 2018 року — керівниця відділу освіти Єрусалимського округу.
25 листопада 1998 року у віці 22 років загинув її старший син — сеґен бригади Ґолані Уріель Перец. Через п'ять років у віці 56 років, від тяжкої хвороби, викликаної смертю сина, помер її чоловік. 26 квітня 2010 року її син рав-серен Еліраз Перец загинув у сутичці з терористами у Секторі Гази.
Після загибелі першого сина Перец присвячує життя поширенню сіоніської спадщини серед молоді, солдат ЦАГАЛю та у еврейських общинах за кордоном. Вона зустрічалась із близько 1000 солдатами щотижня, отримувала тисячі листів, багато з яких були від батьків інших загиблих солдат та жертв терору.

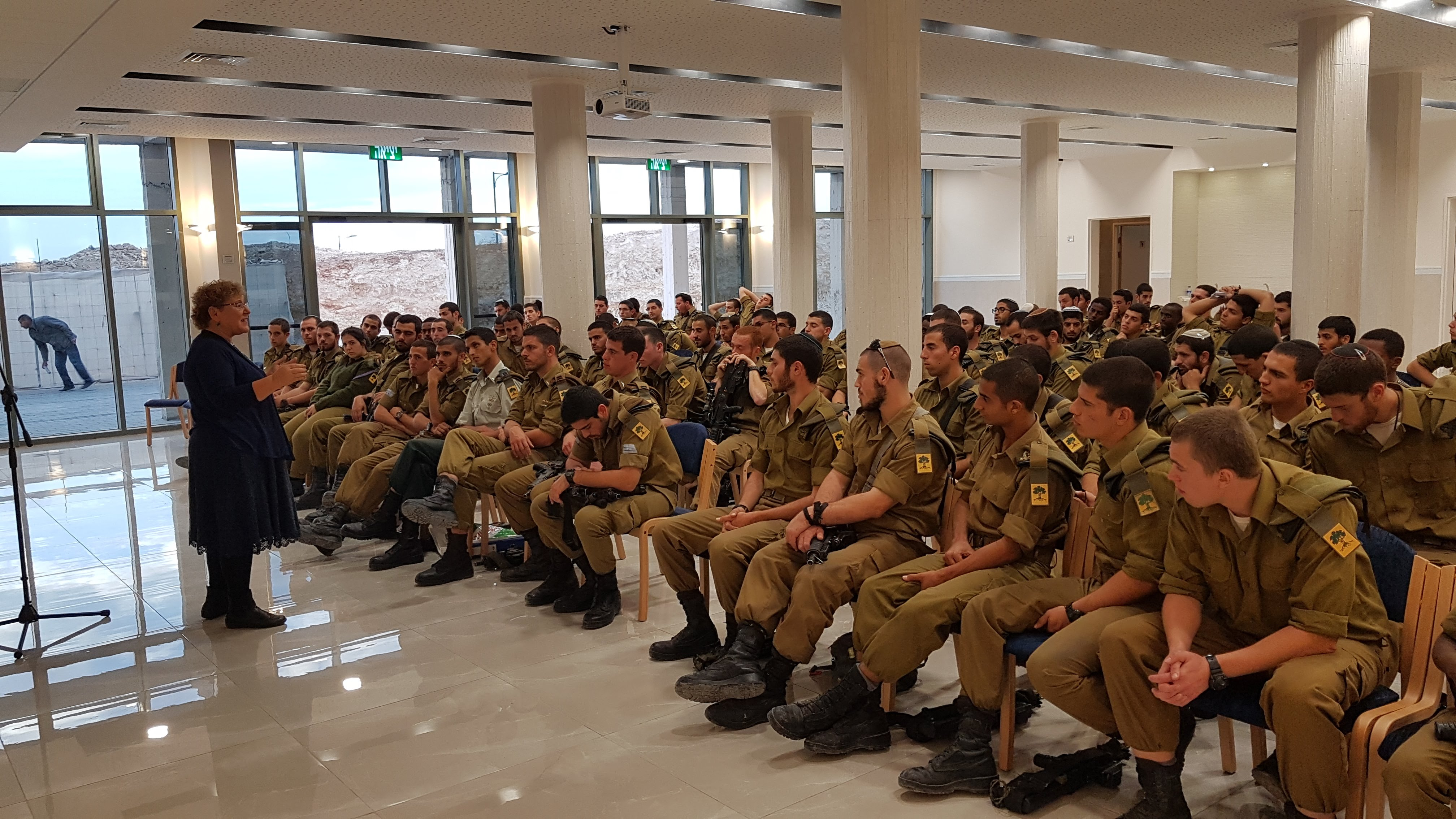
Мір'ям Перец виступає з лекцією перед солдатами

В 2014 році Беньямін Нетаньягу пропонував внести її до списку партії Лікуд у Кнесеті, але вона відхилила цю пропозицію.
У 2021 році була кандидаткою на посаду президента Ізраїлю, але поступилась Іцхаку Герцоґу.

## Визнання

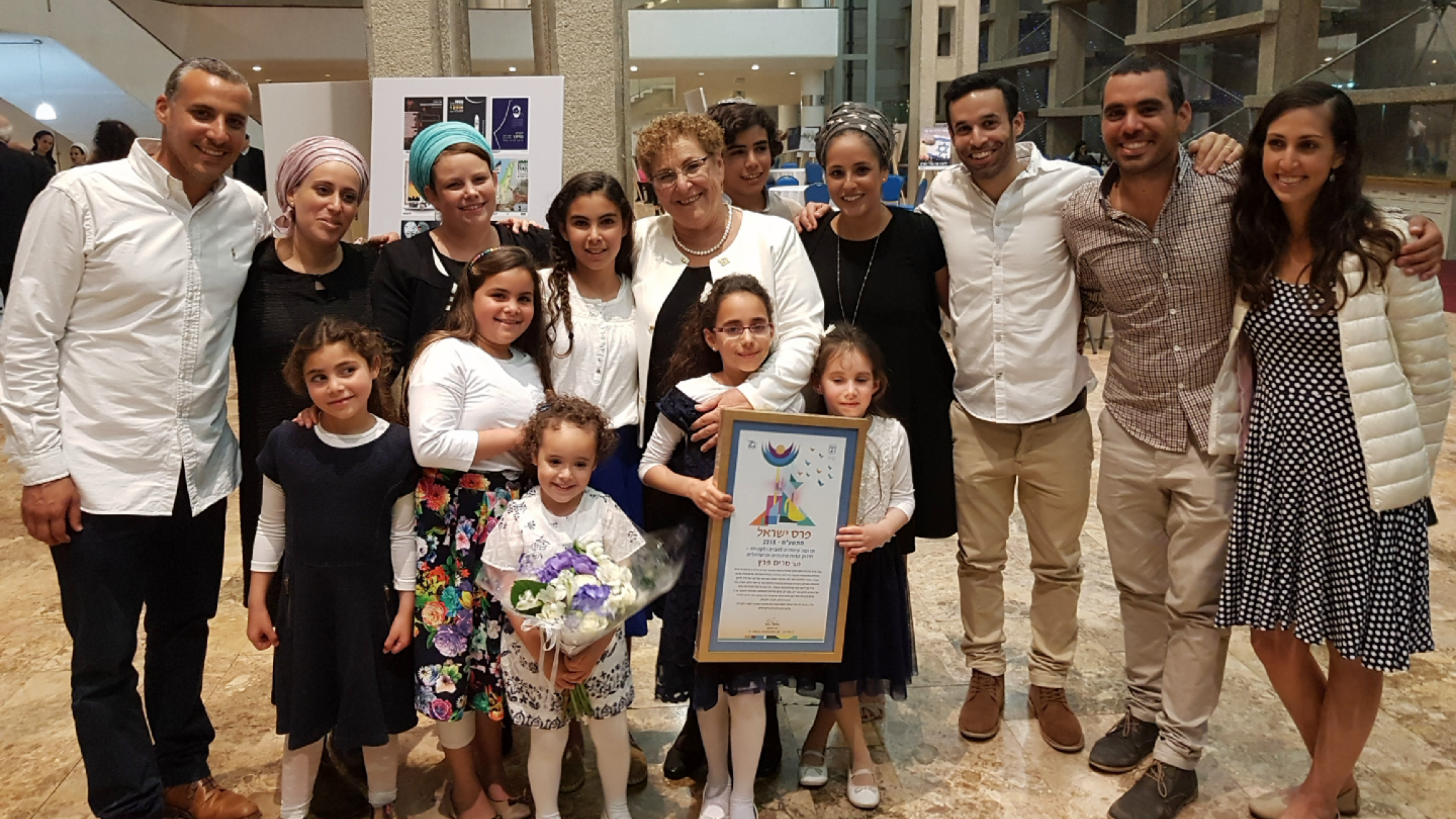
Мір'ям Перец з родиною після вручення премії Ізраїлю

З 2012 року почесний член университету Аріеля в Самарії за «час відданий суспільству, за гідний приклад, за любов та самопожертву, за довгі роки сіоніської діяльності».
У 2014 році отримала почесне право запалити смолоскип на церемонії з нагоди Дня Незалежності Ізраїлю.
З 2016 року почесний доктор університету Бар-Ілан в Тель-Авіві.
У квітні 2018 року в день 70 річчя Ізраїлю Перец отримала Премію Ізраїлю за «зміцнення єврейсько-ізраїльського духу». Її промова на церемонії вручення отримала численні схвальні відгуки та була включена до шкільної програми.
В 2020 році ізраїльське видання «Макор рішон» помістило її на п'яте місце у списку найвпливовіших осіб національно-релігійної громадськості, як «жінку що кожен день працює аби зробити Державу Ізраїль кращим місцем для її громадян».